# Mennonisme en France
| \| 40 km1:1 631 000 \| ALLEMAGNE SUISSE BAS-RHIN HAUT-RHIN Strasbourg Colmar-Ingersheim Pfastatt Ensisheim Pulversheim Altkirch Saint-Louis Birkenhof Neuf-Brisach Bourg-Bruche Bâle Geisberg |
| 40 km1:1 631 000 |

| 40 km1:1 631 000 |

Le mennonisme en France est un mouvement mennonite en France. Les églises sont rassemblées dans l’Association des églises évangéliques mennonites de France. Si leurs racines sont suisses et hollandaises, c'est néanmoins en Alsace et dans le Palatinat que ce mouvement se développa au XVIIe siècle à la suite de violentes répressions – ce qui explique l'importance de l'Alsace pour les mennonites d'aujourd'hui. C'est également en Alsace que se produisit le schisme de Jakob Amman, fondateur du mouvement amish en 1693.

## Histoire

### Le refuge alsacien

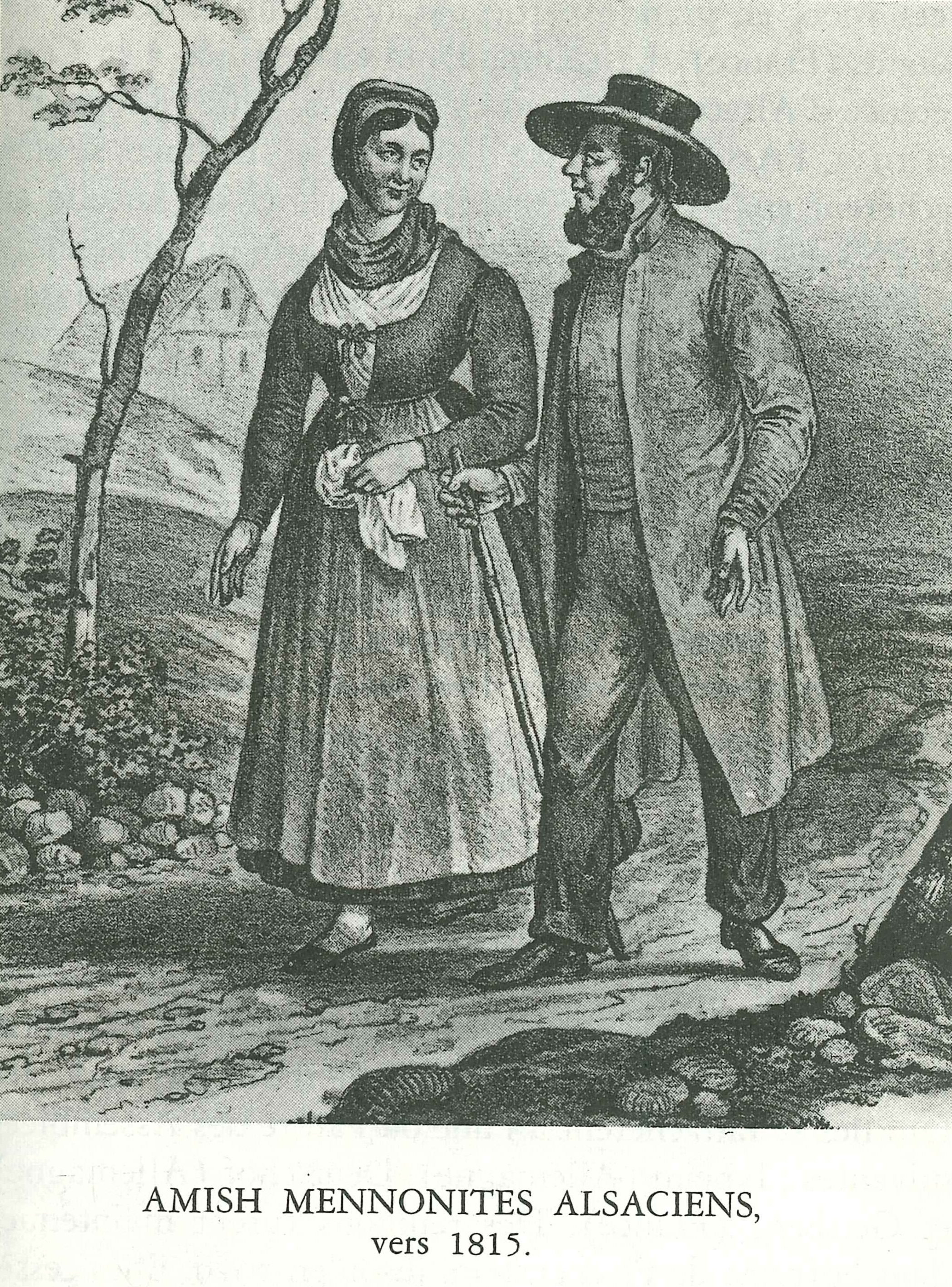
Des mennonites alsaciens amish en 1815.

Les mennonites tirent leur nom du réformateur néerlandais Menno Simons (1495-1561), même si le berceau du mouvement se trouve plutôt en Suisse. Plusieurs formes d'anabaptisme sont nées au sein de la Réforme radicale, ayant toutes en commun le baptême des adultes. L'anabaptisme pratiqué par les mennonites prend sa source dans la pensée des disciples d'Ulrich Zwingli, notamment de Conrad Grebel et de Felix Manz, bien qu'il fût d'emblée rejeté par les autorités zurichoises. Chassés de Zurich, ces anabaptistes se sont dispersés dans le canton de Berne et l'Allemagne du Sud, s'installant particulièrement dans les montagnes de l'Oberland et dans l'Emmental, passant de l'image de l'humaniste citadin à celui de paysan. Ils continuèrent cependant à être pourchassés. La situation s'envenima lors de la guerre des paysans de 1653 jusqu'à une persécution généralisée dans les années 1670 qui provoqua l'émigration de la plupart des membres de la communauté. Ainsi, tout au long du XVIIe siècle, des familles bernoises vinrent s'installer en Alsace, sur les terres des Ribeaupierre, en raison d'une tolérance qu'ils ne trouvaient nulle part ailleurs.
Les anabaptistes suisses furent progressivement désignés sous le terme de « mennonites », tout comme les anabaptistes hollandais. Les « frères suisses » et les « mennonites » hollandais n'étaient au départ pas d'accord sur tous les points, mais se considéraient de la même famille spirituelle. Ce n'est qu'avec le temps que le terme se généralisa pour les deux courants, probablement grâce à la convergence de leurs idéaux pacifistes (contrairement à d'autres mouvements anabaptistes) et religieux, tous deux insistant sur l'importance de la Parole écrite. Ils sont désignés sous le nom de « Taüfer ».
L'un des premiers refuges des mennonites fut Sainte-Marie-aux-Mines. La forte demande de main d'œuvre agricole provoquée par les dégâts de la guerre de Trente Ans a permis aux « frères suisses » de s'y installer. Malgré quelques tensions avec le prévôt du Val de Sainte-Marie, les frères finirent par obtenir une certaine tolérance de fait, notamment grâce à leur réputation d'agriculteurs modèles qu'ils commencèrent à se forger. Ils étaient par exemple exemptés de la milice armée et du serment, ils étaient également autorisés à tenir leur culte dans leurs maisons. Toutefois, ils n'avaient pas le droit de posséder des terres, ni de faire des prosélytes, c'est-à-dire d'avoir de nouveaux adhérents à leur foi. Ils n'étaient pas autorisés à inhumer leurs morts dans les cimetières réservés aux catholiques et aux protestants – comme c'était le cas aussi pour les juifs et les suicidés. Ils étaient donc enterrés le plus souvent à proximité de la ferme. En dépit du rattachement de la seigneurie (luthérienne) des Ribeaupierre à la France, les mennonites n'en furent pas inquiétés car le territoire était sous la protection de l'édit de Nantes.
En 1660, les Assemblées mennonites d'Alsace adoptèrent la Confession de Foi de Dordrecht, établie en 1632 aux Pays-Bas. Les mariages ne s'effectuant généralement qu'entre mennonites, ils formèrent progressivement un « peuple à part », pour reprendre les termes des documents de l'époque.

### Le schisme d'Amman
Au cours des dernières années du XVIIe siècle, l'anti-anabaptisme ambiant conduisit une partie des mennonites à se replier sur eux-mêmes. Jakob Amman, un tailleur d'origine bernoise émigré à Sainte-Marie-aux-Mines, joua un rôle majeur dans cette réaction conservatrice. Il visait particulièrement les mennonites alsaciens qui, à l'abri des persécutions les plus sévères, commençaient à s'ouvrir au monde, ainsi que les Suisses dont le mode de vie lui semblait trop relâché. Amman et ses disciples adoptèrent une position très rigoureuse afin de préserver le retrait des anabaptistes et leur fidélité aux institutions : en cas de faute grave, l'excommunication était assortie d'une quarantaine sociale, une forme d'ostracisme connue sous le nom de « Meidung », le banni étant alors mis à l'écart de la communauté jusqu'à sa repentance. Amman prônait en outre tout ce qui contribuait à distinguer les fidèles du reste de la société, par exemple l'usage du dialecte bernois, le port de la barbe, de même qu'une tenue vestimentaire sombre et austère. Il souhaitait également que la Cène soit célébrée deux fois par an.
En 1693, un schisme se produisit au sein des mennonites, encore effectif à ce jour, les communautés alsaciennes devenant amish, tandis qu'en Suisse les mennonites refusèrent en majorité le conservatisme d'Amman. Peu de temps après, les premiers amish partirent pour les États-Unis et particulièrement pour la Pennsylvanie. Sous Amman le pouvoir des Anciens se renforça. Ces derniers dirigèrent alors les assemblées avec une grande fermeté, l'excommunication faisant partie de leurs prérogatives. Les frères mennonites se montraient toutefois ouverts vis-à-vis de l'extérieur sur un point : que ce soit à l'égard des leurs ou des étrangers, ils pratiquaient toujours généreusement l'hospitalité et la charité.
Presque toutes les communautés mennonites alsaciennes furent amish jusque dans les années 1850. De nos jours, il ne reste des mennonites amish qu'en Amérique du Nord.

### Une existence difficile
En août 1673, Louis XIV, de passage à Sainte-Marie dont la partie Alsace était acquise à la Réforme, y fit construire une église catholique qu'il dota généreusement. L'hostilité à l'égard des anabaptistes s'intensifia, confortée par la révocation de l'édit de Nantes en 1685. En outre, la renommée et l'enrichissement des mennonites provoquèrent la jalousie de certains habitants, qui s'en plaignirent auprès du chancelier Voysin de La Noiraye. Celui-ci ordonna à l'intendant d'Alsace, Le Peletier de La Houssaye, de chasser tous les mennonites d'Alsace en 1712.

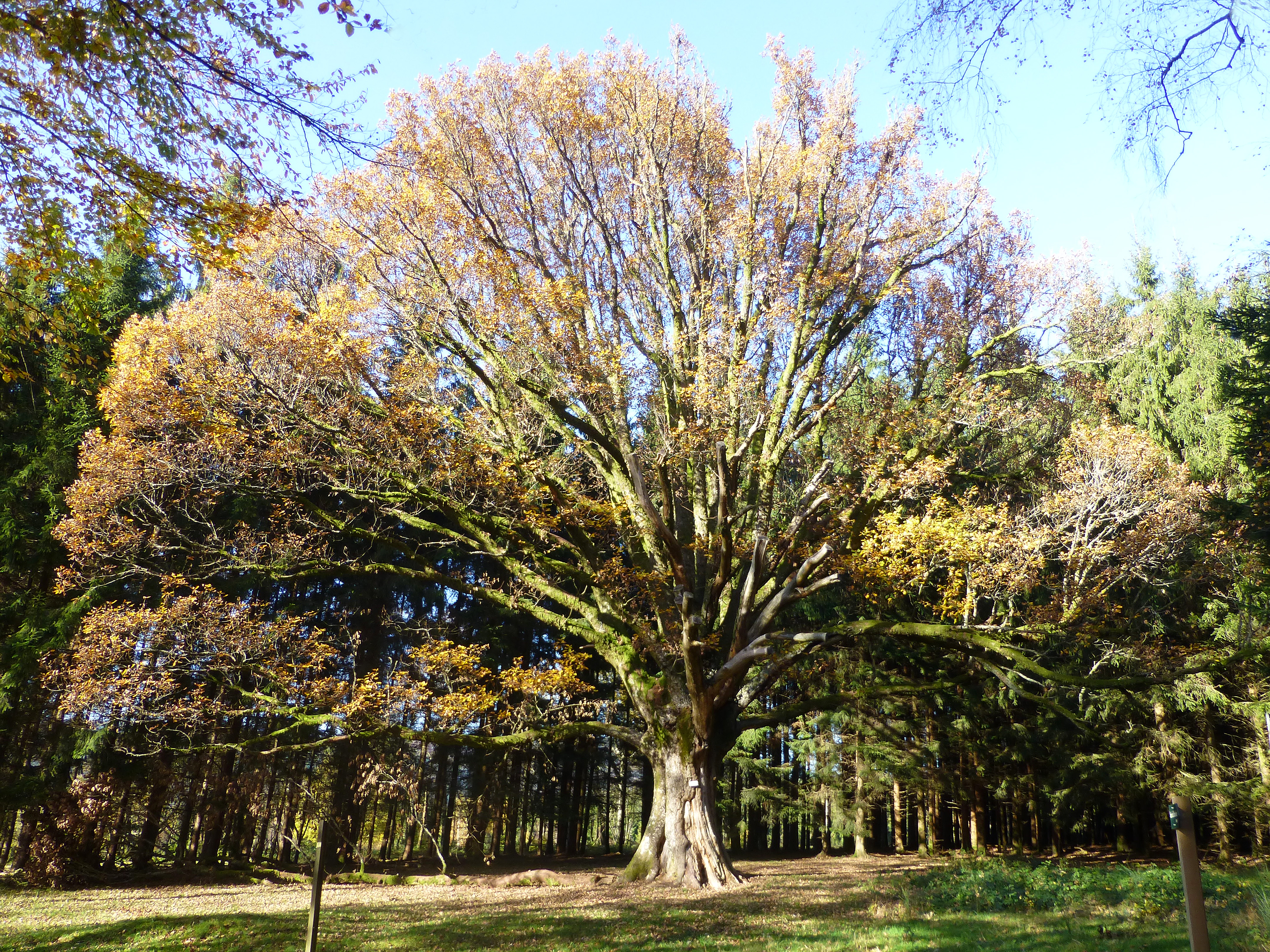
Le gros chêne de Salm en automne.

L'édit d'expulsion favorisa paradoxalement la multiplication des lieux d'implantation des mennonites. Non seulement une petite communauté continua à demeurer autour de Sainte-Marie-aux-Mines, mais de nouvelles se créèrent dans les principautés de Salm, dans la vallée de la Bruche, et de Montbéliard, qui n'étaient pas encore françaises. Certaines familles partirent également s'installer dans le duché de Lorraine. Leurs activités principales étaient l'agriculture, la confection de fromages, l'arboriculture et la distillation. Parfois ils  étaient tisserands ou meuniers. Ils s'installaient souvent dans des endroits isolés, s'occupant de terres délaissées sur les chaumes pour les transformer en domaines prospères.
Lorsque Salm et Montbéliard furent rattachées à la France en 1793, les mennonites devinrent en théorie des citoyens à part entière, avec les mêmes droits, mais aussi les mêmes devoirs, que l'ensemble des Français. Néanmoins, même sous la Terreur, les mennonites ont pu trouver des accords pour ne pas avoir à porter les armes. Le 19 août 1793, la Convention leur donna le droit d'occuper des postes qui ne nécessitaient pas d'armes au sein de l'armée, comme ceux de « pionniers » (terrassement) ou de « charrois » (transport). Selon la tradition orale, un chêne fut alors planté à Salm pour commémorer l'événement. Devenu monumental, l'arbre se dresse toujours au milieu de la clairière.
Bien que l'arrêté ne fut que peu appliqué, ce fut surtout Napoléon Ier qui infligea un coup sévère à la communauté en refusant toute exemption en leur faveur en 1812. Des délégations et des lettres furent maintes fois envoyées à Paris jusqu'en 1829, sans jamais obtenir gain de cause. Le problème n'était pas seulement le port des armes, mais aussi l'ouverture au monde que provoquait le service militaire, mettant l'identité des mennonites en péril. Afin de détourner le danger, beaucoup de familles choisirent d'émigrer. Les autres durent donc s'adapter.

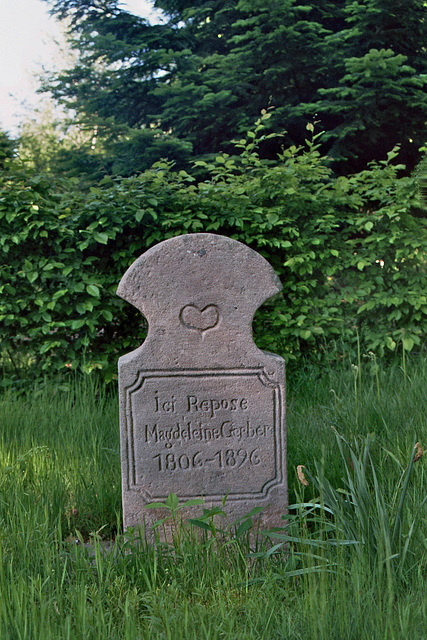
Tombe de Magdeleine Gerber au cimetière de Salm.

### Les communautés alsaciennes auXIXesiècleet auXXesiècle

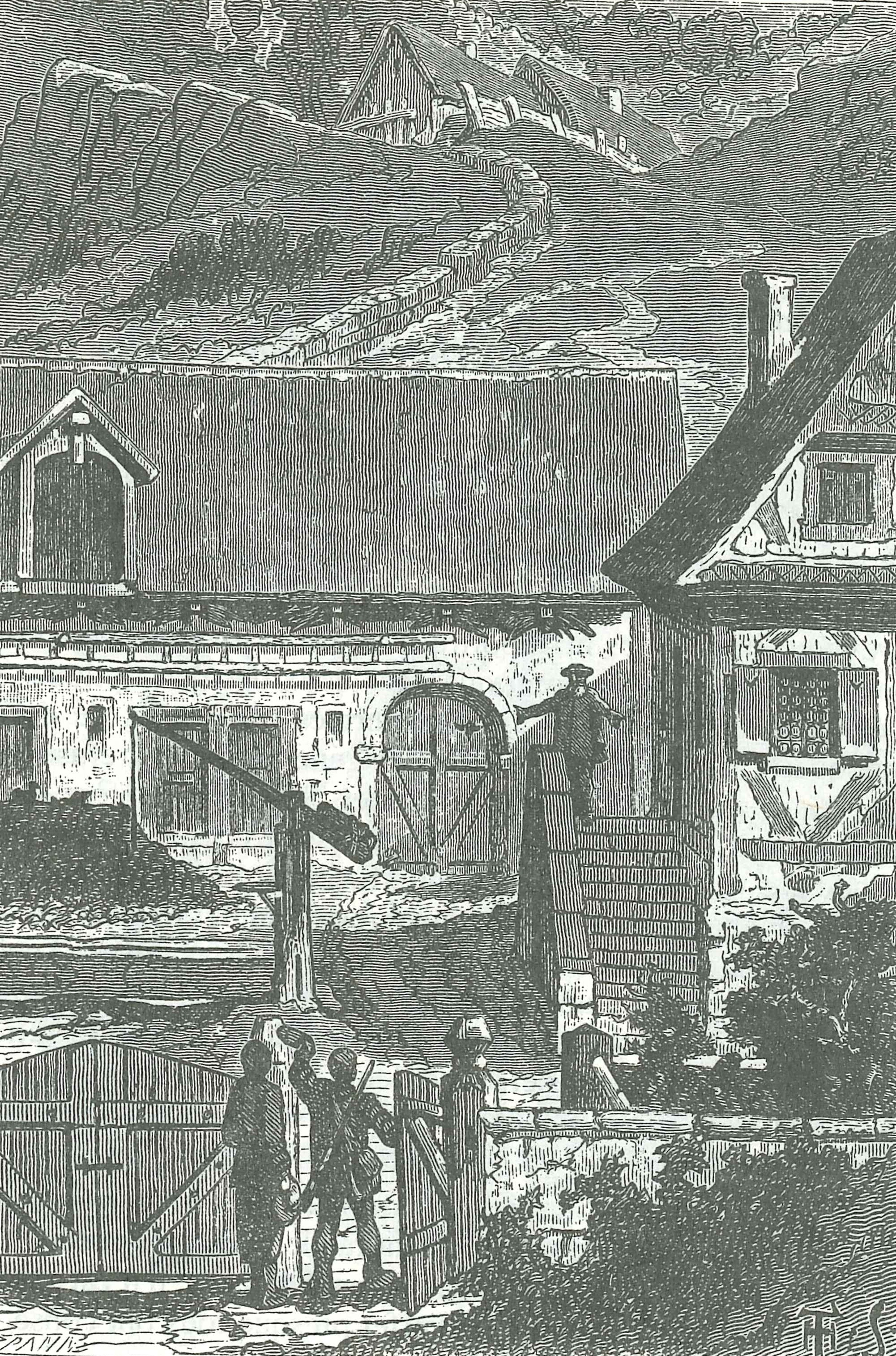
Planche de Théophile Stern illustrant L'Histoire d'un Sous-Maître (1871), intitulée « Une bonne vieille ferme d'anabaptiste ».

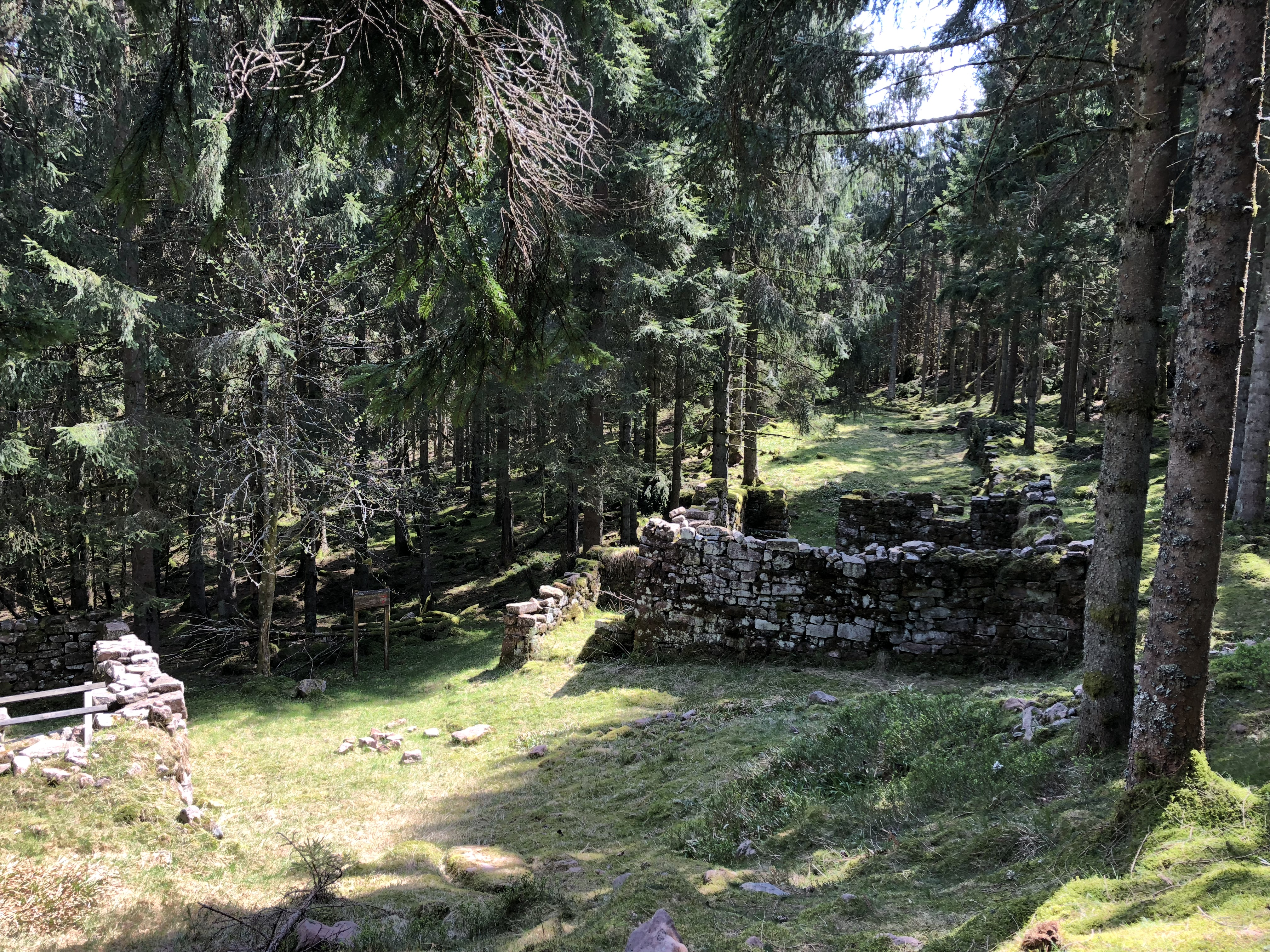
Anciennes marcairies des Hautes-Chaumes du pays de Salm à la Haute Loge, traditionnellement tenues par des mennonites alsaciens jusqu'au XIXe siècle.

Au XIXe siècle, les mennonites restés en Alsace, après une nouvelle vague d'émigration aux États-Unis, commencèrent à se fondre dans la société. Dans les premiers temps et quand cela était possible, ils eurent recours à la pratique « d'acheter un remplaçant » pour éviter aux leurs de prendre les armes. Cependant, de telles dépenses appauvrirent considérablement les familles. C'est le déclin des assemblées mennonites alsaciennes. Certains connaissent encore la réussite professionnelle, comme Jacques Klopfenstein de Belfort qui reçut la médaille d'or de la Société d'agriculture de Paris en 1810. Vers 1850 environ, la quasi-exclusivité mennonite en matière de progrès agricole s'effaça.
C'est pourtant à ce moment-là que les romanciers Erckmann-Chatrian firent les portraits les plus intéressants des mennonites de l'époque, notamment dans L'Invasion, L'Histoire d'un Sous-Maître et L'Ami Fritz. De plus, la tolérance envers les mennonites s'accrut, ceux-ci pouvant enfin disposer de leurs propres cimetières, reconnaissables dans la vallée de la Bruche par leurs stèles pourvues d'un resserrement au « cou » et ornées d'un cœur élargi ou d'une rosace-étoile. Le cimetière mennonite de Salm fait l'objet d'une inscription au titre des monuments historiques depuis 1984.
Cette tolérance explique qu'à cette période des imprimeurs de l'Est de la France publièrent des almanachs « anabaptistes » qui menaient campagne pour les nouveautés de l'époque dans le domaine agricole : assolements, labours profonds, fumure, engrais, soins vétérinaires, etc. Cela montre bien que l'anabaptisme était « vendeur » en tant que science agricole et que leur réputation leur avait donné le rôle d'agriculteur modèle. Les principaux almanachs étaient ceux imprimés par Deckherr Frères à Montbéliard à partir de 1818 (Le Nouvel Anabaptiste ou l'Agriculteur Pratique) et ceux rédigés par Jacques Klopfenstein et publiés par J. P. Clerc à Belfort à partir de 1812 (L'Anabaptiste ou le Cultivateur par expérience). Leur rivalité était notoire.
Au cours du XXe siècle, les mennonites alsaciens reprirent conscience de leur identité et de leur spécificité. Ils se rencontrèrent de plus en plus fréquemment, ce qui conduisit à la création à Colmar de l'Association des Églises Évangéliques-Mennonites de France en 1925. Depuis la fin de la Seconde Guerre mondiale, ils sont devenus très actifs dans le domaine social, ouvrant des maisons pour les handicapés et les personnes âgées. Ils se sont également engagés dans des missions lointaines, comme au Tchad.

## Les mennonites d'Alsace aujourd'hui
Pour la France, en 1968, le sociologue Jean Séguy estimait le nombre de mennonites baptisés entre 2 000 et 2 700. En 2009 on en dénombrait 2 100. L'Alsace reste la région de France qui compte actuellement le plus d'églises mennonites. Sur les 31 églises évangéliques mennonites recensées en France en 2013, 11 se trouvent en Alsace. Trois sont implantées dans le Bas-Rhin : Bourg-Bruche, Illkirch-Graffenstaden (Strasbourg) et Wissembourg ; huit se trouvent dans le Haut-Rhin : Algolsheim (Neuf-Brisach), Altkirch, Ensisheim, Ingersheim (Colmar), Pfastatt, Pulversheim, Birkenhof (Ruederbach) et Saint-Louis. À Bâle-Holee (Suisse), une assemblée réunit depuis 1837 les mennonites de la zone frontalière.

Depuis le milieu du XXe siècle, les mennonites alsaciens ont commencé à quitter les zones rurales pour s'établir en ville. Ceux de Strasbourg ont acheté un bâtiment rue Wimpheling afin d'accueillir les jeunes mennonites venus de la campagne pour entreprendre des études universitaires. Ce foyer, qui porte le nom de l'anabaptiste Michael Sattler, est rapidement devenu trop exigu, malgré un agrandissement en 1986. L'église mennonite de Strasbourg se trouve à présent à Illkirch.

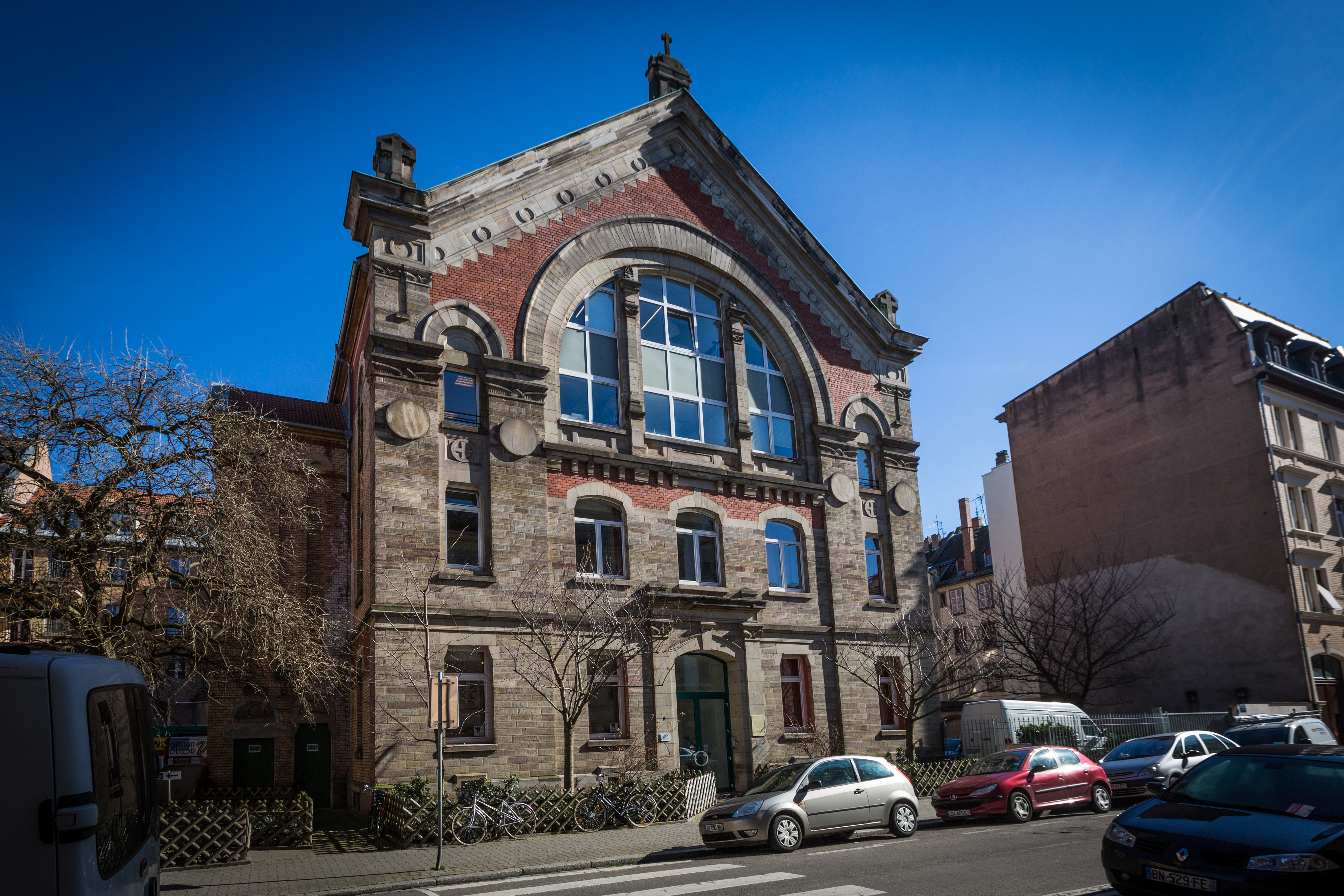
L'ancien siège de la CMM à Strasbourg.

Une nouvelle confession de foi a été adoptée en 1969 à Valdoie, qui est en réalité une formulation moderne de la Confession de Dordrecht. Cette confession a de nouveau été modifiée en 1994 par les mennonites nord-américains. Cette version ne plaisant guère aux mennonites français, les anciens, prédicateurs et diacres ont présenté un nouveau texte en 2001 au Bienenberg (de), qui a été adopté par l'Association des Églises Évangéliques Mennonites de France (AEEMF) en 2014 après un long travail d'adaptation. Composée de 24 articles, cette confession de foi est à présent le nouveau texte de référence des assemblées, même si les précédentes restent valables.
La loi française du 21 décembre 1963 permettant aux jeunes gens de se déclarer – avant incorporation – « opposés en toutes circonstances à l'usage personnel des armes », « en raison de leurs convictions religieuses ou philosophiques », les mennonites peuvent à ce titre obtenir le statut légal d'objecteur de conscience. Alors que la législation sur le contrôle des armes à feu est propre à chaque pays et peut conduire à des pratiques différentes, les mennonites d'Alsace (et de manière générale ceux qui adhèrent à la Conférence mennonite mondiale) restent pacifistes, même si l'apolitisme ou l'insistance sur la non-violence semblent moins affirmés que dans le passé.
Les mennonites alsaciens sont également loin des images que l'on peut avoir des amish américains. Comme tout le monde, ils ont à présent des loisirs très divers, peuvent boire de l'alcool, regardent la télévision ou possèdent un ordinateur. Ils se sont donc intégrés à la société française. Ils restent cependant encore fermement attachés à certaines institutions et à certaines valeurs, comme le mariage ou le dévouement à la communauté. Ils continuent en outre à avoir une attitude plutôt réservée quant à l'œcuménisme des Églises officielles, même si de grandes avancées ont été faites ces dernières années. En juillet 2010, une cérémonie officielle de réconciliation entre luthériens et mennonites a eu lieu à Stuttgart. Les délégués de la Fédération luthérienne mondiale (FLM) ont demandé à la communauté des Églises de la Conférence mennonite mondiale (CMM) de pardonner aux luthériens la persécution des anabaptistes pendant la Réforme, tandis que les mennonites ont reconnu avoir développé une identité trop fondée sur la victimisation.
Le siège de la Conférence mennonite mondiale, autrefois à Chicago, était de 1984 à 2012 à Strasbourg (dans quelques bureaux au 8 rue du Fossé-des-Treize), par volonté de se détacher des États-Unis. À l'inauguration du centre, qui eut lieu au cours de la onzième conférence internationale, quelque 7 000 délégués sont venus du monde entier et principalement d'Amérique du Nord. Larry Miller, alors secrétaire général de la CMM, souhaitait toutefois que le centre se déplace dans un pays de l'hémisphère sud, la majorité des mennonites y résidant à présent. Son souhait fut réalisé, puisque le siège est à présent à Bogota, en Colombie.
Les mennonites français ont leur propre revue depuis 1907, Christ Seul, dont la maison d'édition se situe à Montbéliard. Le pasteur Pierre Widmer longtemps rédacteur du journal, y était en effet également ancien de la communauté mennonite locale. Ce mensuel, qui joue un rôle prépondérant dans la vie communautaire des mennonites de France, relaie aussi l'actualité mennonite alsacienne.

## Coutumes

### Culte
- Les assemblées (paroisses) élisent les anciens et les diacres, qui sont les seuls serviteurs de l'Église selon la lecture que les mennonites font des Écritures et des coutumes de l'Église primitive dont ils aspirent à retrouver la pureté. Un des anciens est désigné pour être le "serviteur de la Parole" (assurant donc la fonction de prédicateur), tandis que le diacre est le serviteur des pauvres. Il n'y a pas de hiérarchie chez les mennonites : ils sont égaux mais occupent des fonctions ou des ministères différents.

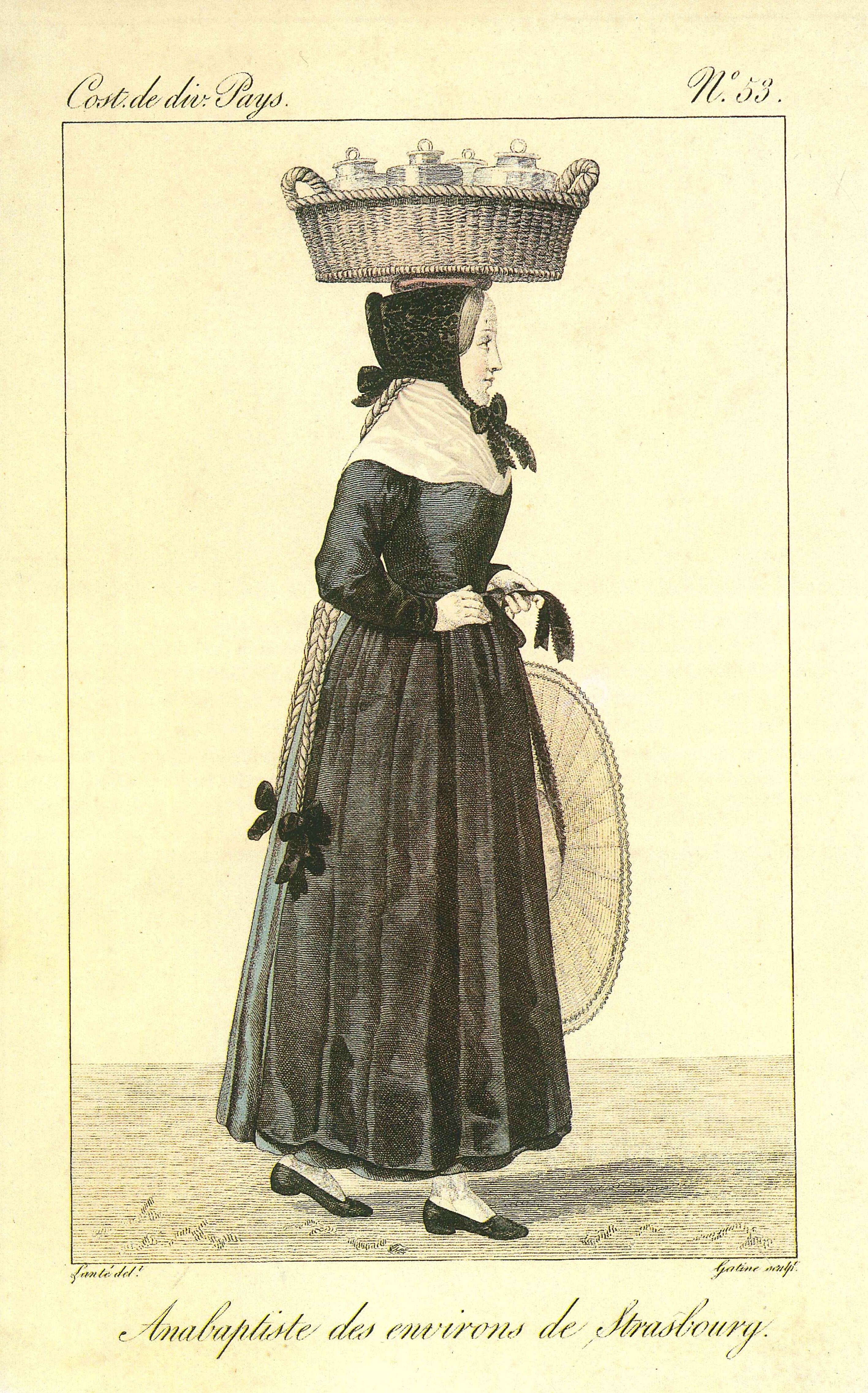
Une mennonite alsacienne telle qu'elle pouvait être au XVIIIe siècle ou au XIXe siècle - Musée alsacien, Strasbourg

- Le lavement des pieds en signe d'humilité[28] reste pratiqué dans certaines églises mennonites[29].
- Selon les observations détaillés de l'abbé Grandidier, les anabaptistes d’Alsace reçoivent la cène deux fois l’an[30]. C’est dans un poêle[31] d’un ancien, qui sert alors de réfectoire, que l’on se rassemble pour participer aux mystères. La cérémonie commence par la lecture de l’Évangile en langue vulgaire. Un des assistants fait ensuite un sermon puis on va porter à chacun des frères un morceau de pain. Tous le reçoivent dans leurs mains, qu’ils tiennent tendues, tandis que le prédicateur prononce « Prenez, mes frères, mangez et annoncez la mort du Seigneur ». Tous mangent alors le pain. L’ancien va ensuite de rang en rang avec sa coupe, et le prédicateur dit : « Buvez au nom du Christ, en mémoire de sa mort ». Tous boivent alors dans le calice et demeurent ensuite dans une sorte d’extase, dont ils ne sont tirés que par les exhortations du prédicateur, qui leur explique les effets que doit produire en eux le mystère auquel ils participent[30].

### Vêtement
- Les mennonites alsaciens suivant les préceptes de Jakob Amman jusqu'au milieu du XIXe siècle, les hommes et les femmes avaient des costumes que l'on pourrait qualifier d'uniforme tant les différences étaient mineures d'un habit à un autre. Tous devaient porter des habits sombres. Tout signe extérieur de richesse était proscrit, cela concernait les bijoux (y compris les alliances), mais également les boutons, remplacés par des agrafes ou des lacets. Les hommes portaient un collier de barbe (mais non la moustache), ainsi qu'un chapeau. Les femmes devaient avoir les cheveux cachés par un bonnet.
- Ces règles édictées par les conseils d'anciens ont pour but d'éviter tout péché d'orgueil aux membres des communautés, note l'abbé Grandidier[30].

### Non-violence et refus de tout serment
De par leur interprétation des évangiles, les mennonites enseignent de ne pas prêter serment, ni de se venger, de porter les armes ou de commettre des actes violents. Ils se rattachent donc aux Églises traditionnellement pacifistes, même si, en France, la pratique a beaucoup varié, notamment à l'époque de la Première Guerre mondiale où de nombreux jeunes mennonites ont été incorporés.

### Endogamie
D'après l'article 12 de la Confession de Dordrecht, le mariage n'est possible qu'entre deux mennonites. Selon une étude réalisée en 1981, ils répugnaient encore à se marier en dehors du cercle des protestants à la fin du XXe siècle, mais cette réticence semble aujourd'hui dissipée.

### Excommunication
L'abbé Grandidier affirme : « on ne punit chez les anabaptistes d’Alsace les infractions que par des peines spirituelles, telles que l’interdiction d’assister à la cène ».

## Collection mennonite du Musée alsacien de Strasbourg
Très peu d'objets anciens des mennonites sont parvenus jusqu'à aujourd'hui. Toutefois, une vitrine a pu être créée au Musée alsacien de Strasbourg afin de les mettre en valeur. On peut alors observer que, si ces objets sont très sobres, ils n'en demeurent pas moins travaillés.

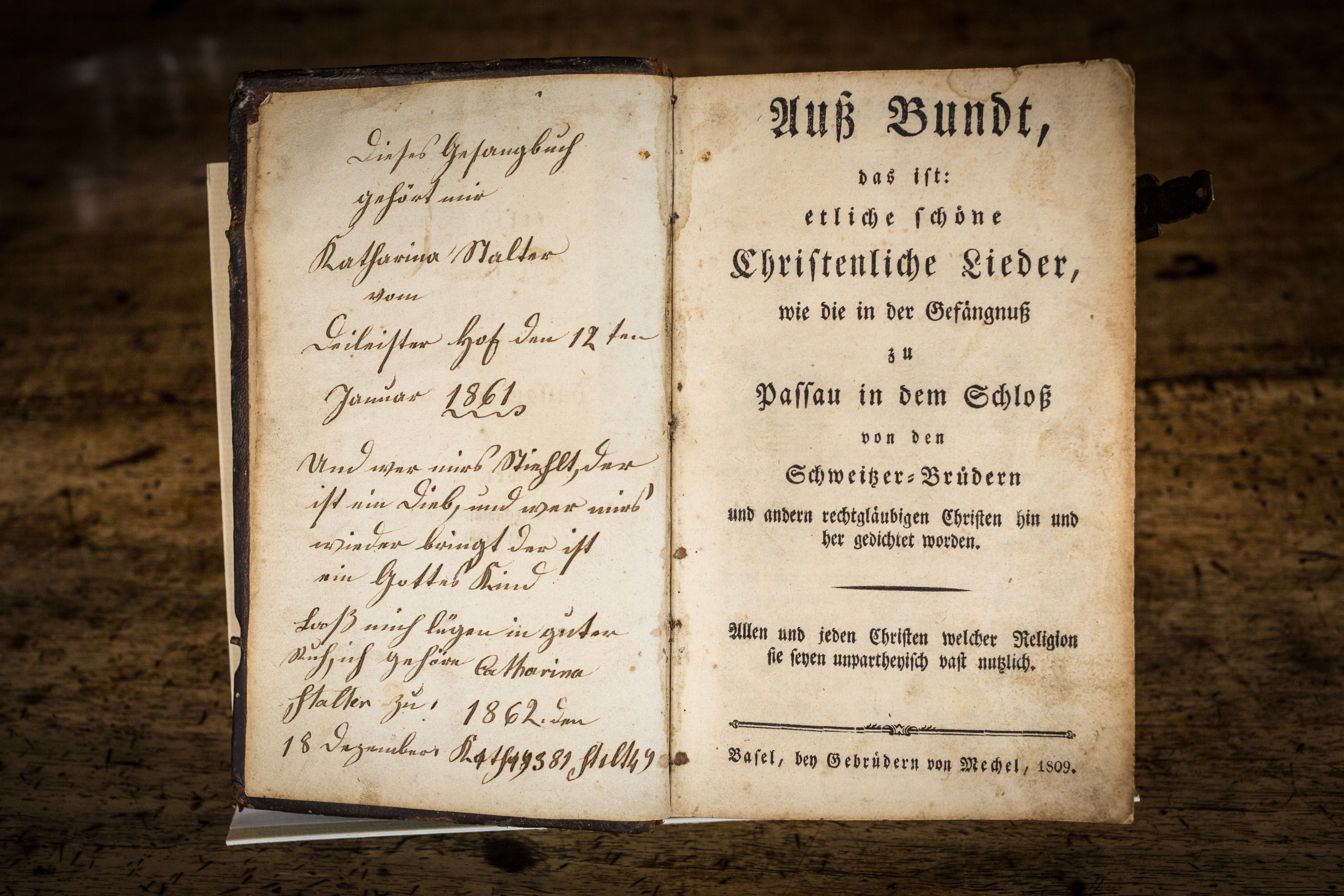
Auß Bundt, recueil de cantiques (Bâle, 1809)
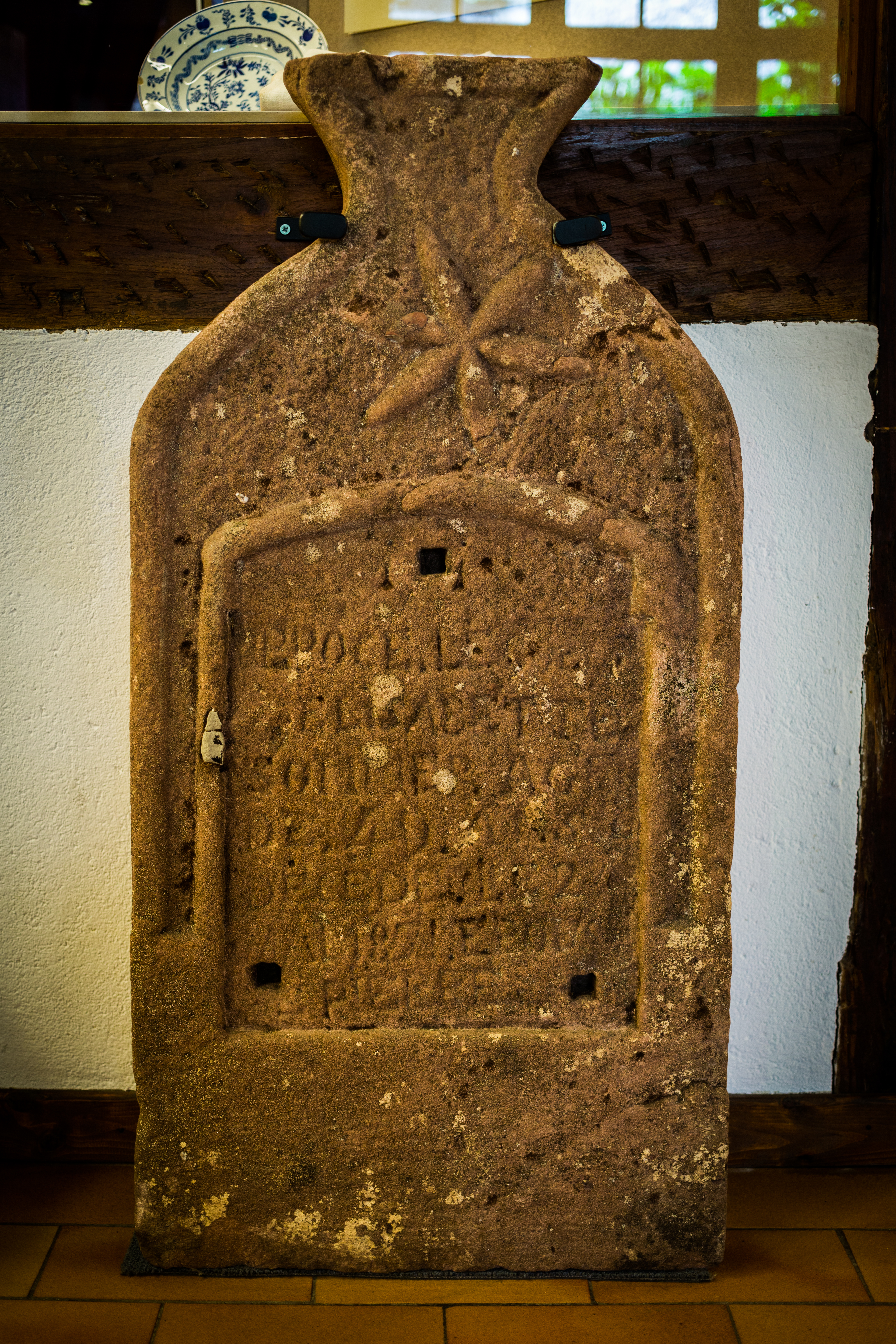
Stèle funéraire (1871), en provenance du cimetière des Quelles
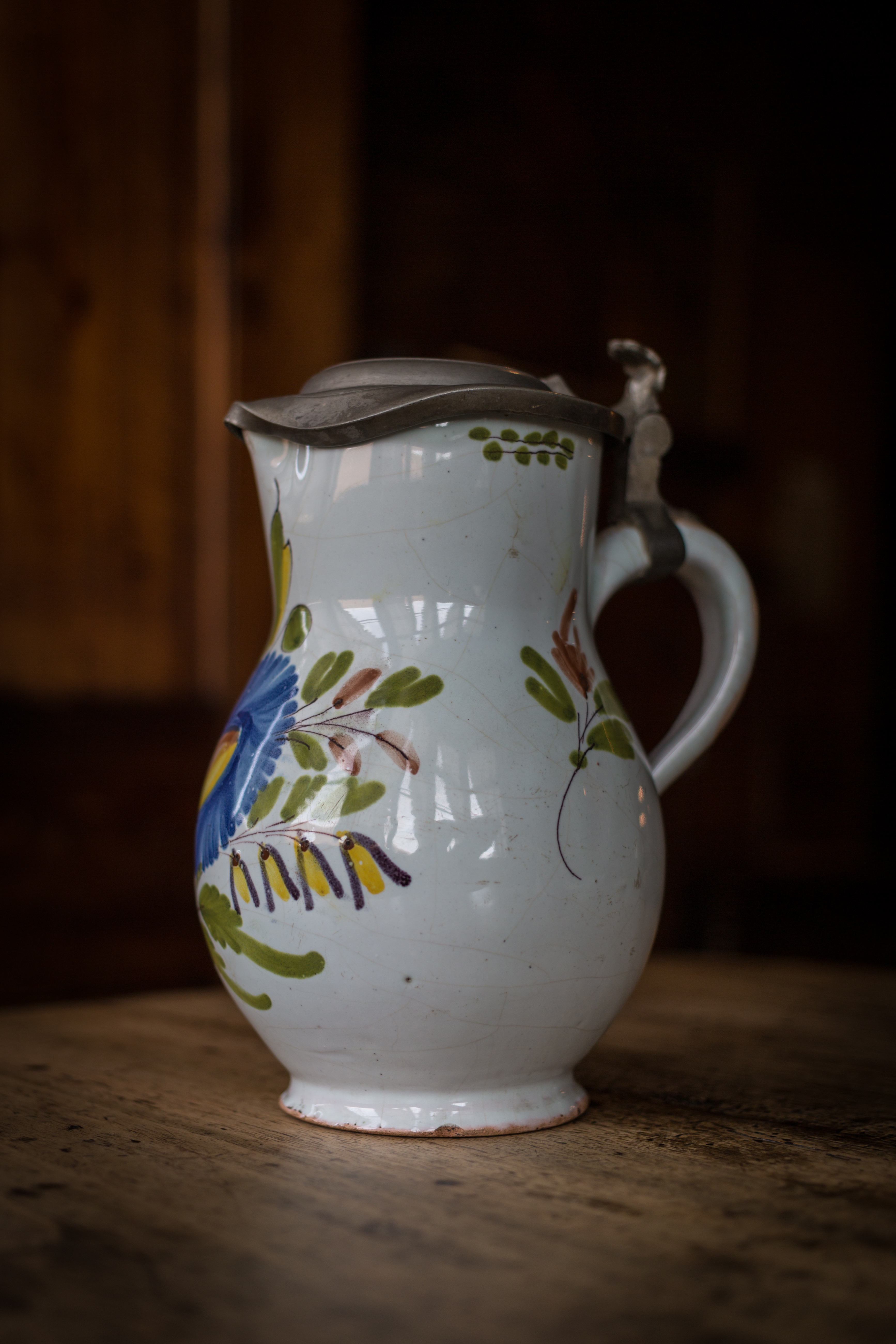
Cruche de baptême datant de la fin du XVIIIe siècle, originaire du hameau de Salm-Les-Quelles
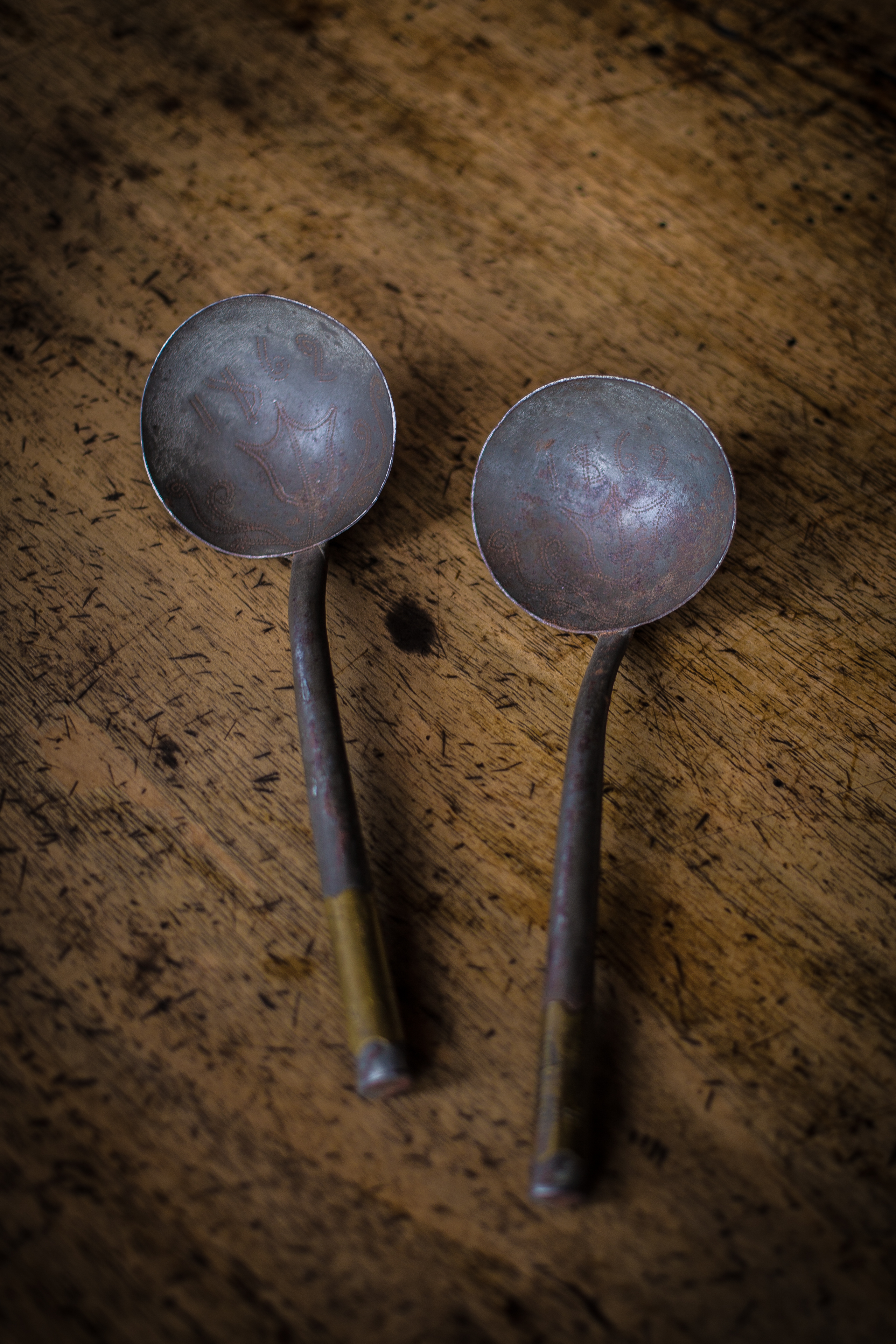
Cuillères rondes en fer blanc et en cuivre (1862). La date et une tulipe sont gravées dans les cuillerons
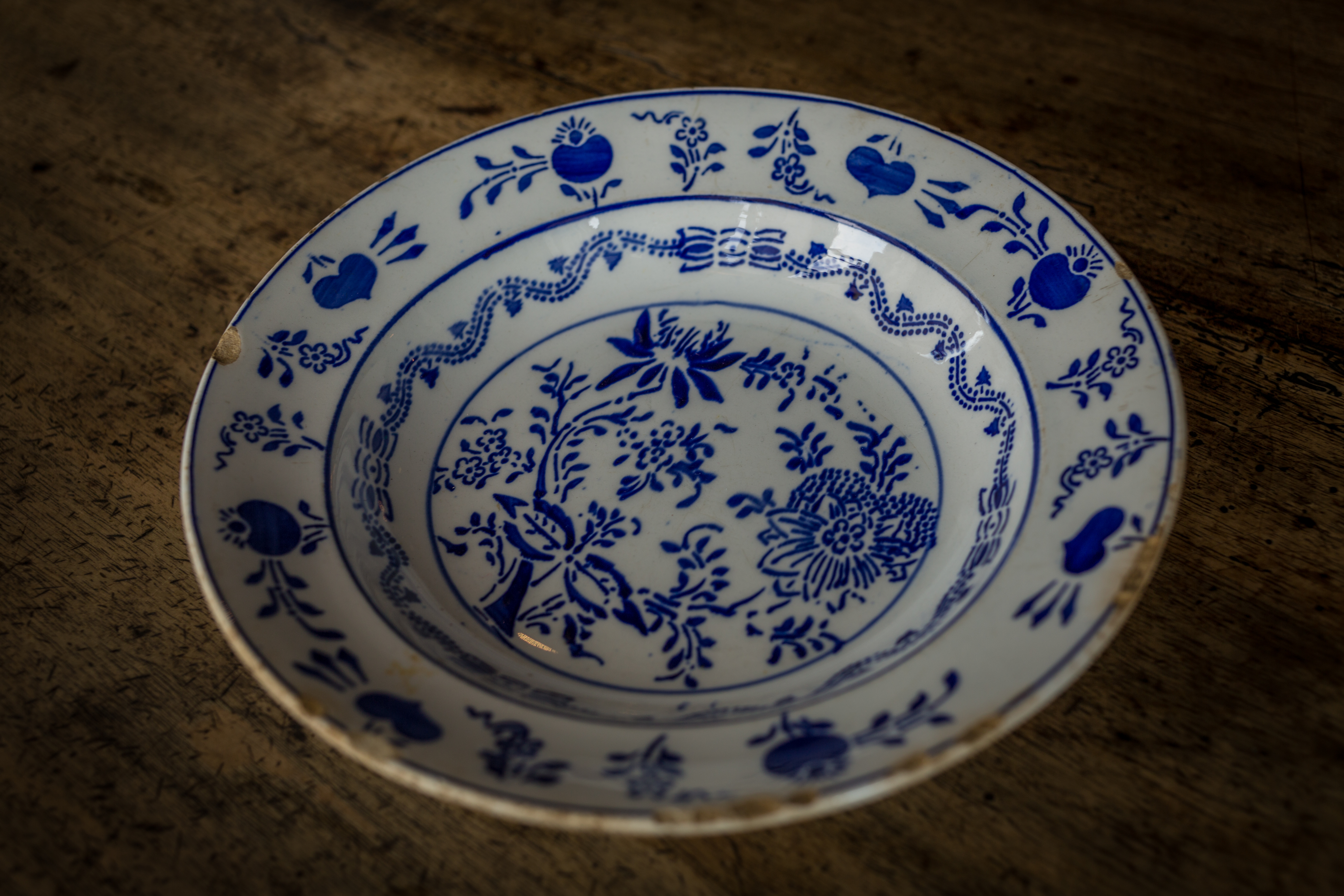
Assiette décorée du XIXe siècle. Sur le marli, on retrouve le motif du cœur élargi des tombes de la vallée de la Bruche
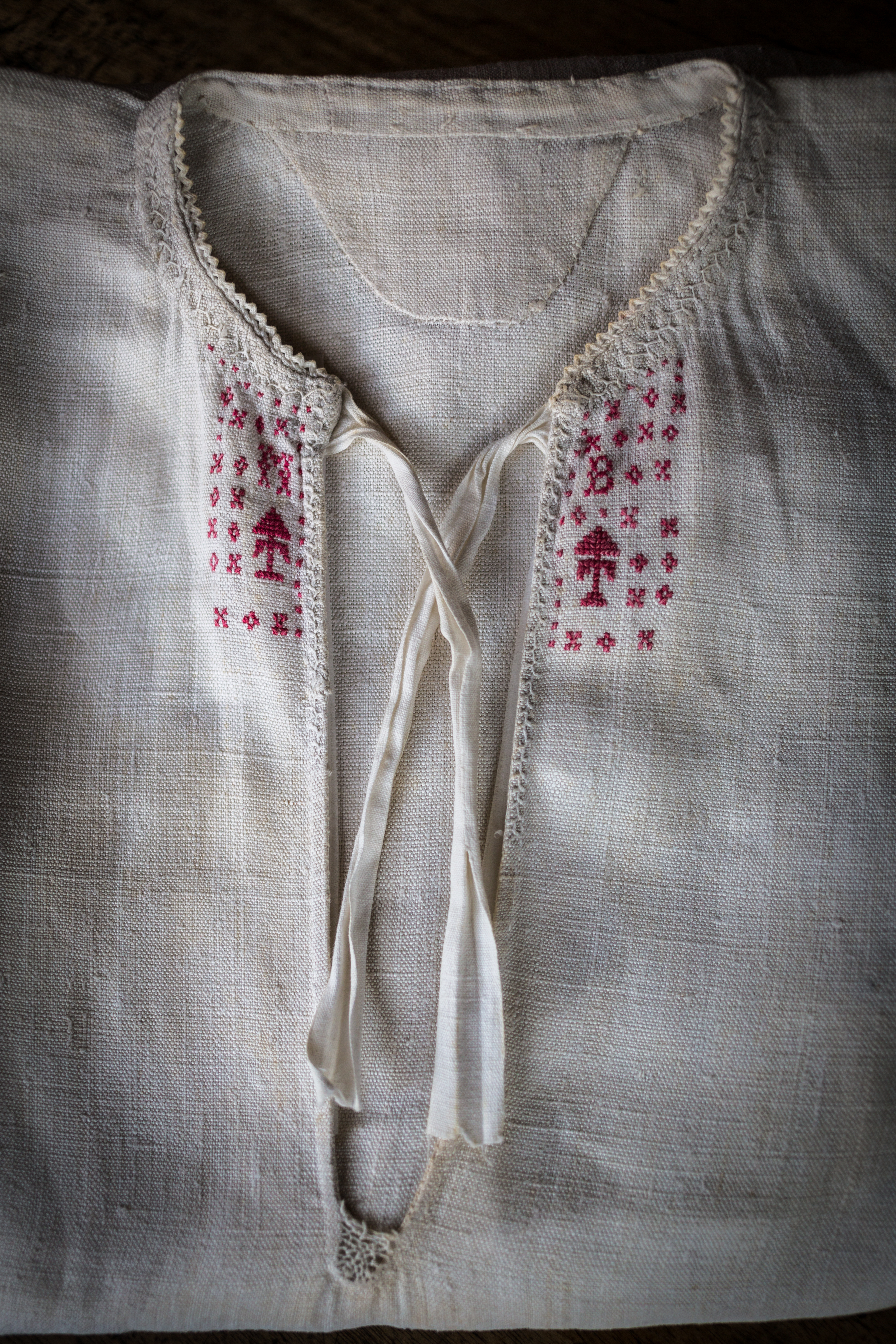
Chemise paysanne fermée au col par des rubans (XIXe siècle)
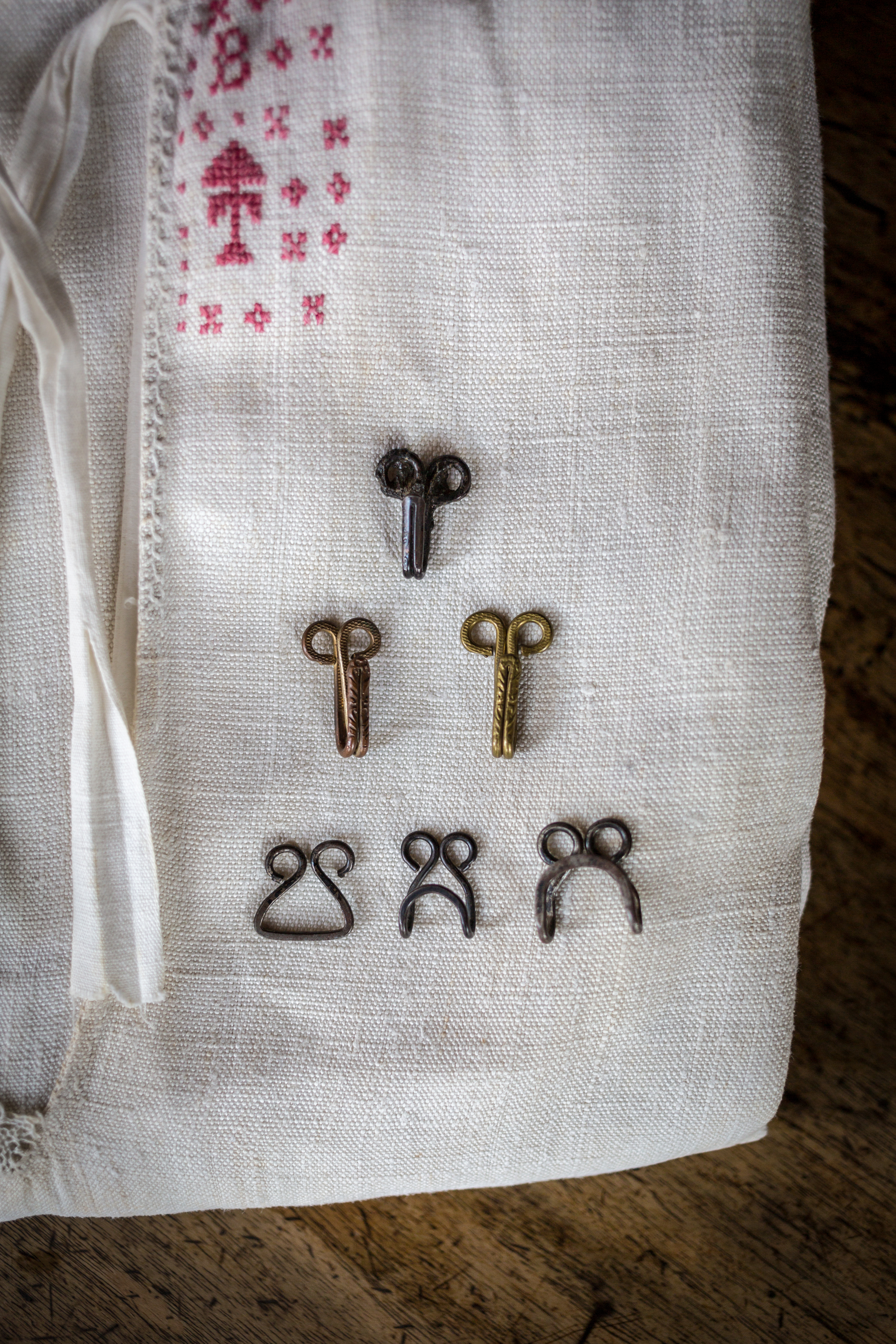
Agrafes de la fin du XIXe siècle

### Documents audiovisuels
- Christ seul... au cœur du Mennonite, film documentaire, production Jacques  et Christiane Grindler, réalisation Emmanuel Gavillet, Les Films Pourquoi-pas ?, 2020 (DVD)